# Caratteristiche tecniche della Lancia Aprilia
Le caratteristiche tecniche più importanti delle varie serie della Lancia Aprilia

## Berlina prima serie (mod. 238)
- - Periodo di produzione: dal 24 febbraio 1937 al 17 agosto 1939
  - Modelli:
    - tipo 238, berlina 4 porte, 5 posti

  - Motore: tipo 97
  - Numerazione progressiva: da 1 a 10.354
  - Numerazione del telaio: da 238-1001 a 238-11387
  - Unità prodotte: 10.354
  - Caratteristiche principali: motore anteriore a 4 cilindri a V di 1351,74 cm³, potenza 47-48 hp a 4.000 giri, valvole in testa; carrozzeria berlina (4 porte, 4 luci, 5 posti), scocca portante, sospensioni anteriori e posteriori a ruote indipendenti; trasmissione con trazione alle ruote posteriori, cambio a 4 rapporti+retromarcia;dimensioni e peso: passo cm 275, lunghezza cm 395,5, larcghezza cm 147 (cm 150 le versioni con le pedane), peso in ordine di marcia 880 kg (895 kg la versione "lusso"; velocità max 125 km/h)

Il 24 febbraio 1937 esce dalla fabbrica la prima berlina Aprilia, sprovvista di pedane (predellini), con volante nero a tre razze e strumentazione a quattro strumenti circolari a fondo nero. Le ruote sono del tipo a disco, piene, in acciaio (con piccole razze coprimozzo) con cerchio da 140 x 40. La gamma di colori prevista è: grigio, blu, nero, amaranto, verde. Gli interni sono nel classico e famoso panno Lancia (grigio o beige). Il bagagliaio (accessibile dall'esterno) può contenere una ruota di scorta e due valigie o due ruote e una valigia.
Dal mese di agosto di quello stesso 1937, alla versione "standard" (che oggi definiremmo "base") si affianca la versione "Lusso", che si distingue per avere le pedane (la larghezza totale passa da 147,0 cm a 150,0 cm) e per migliori finiture (selleria in pelle marrone o rossa, bordo cromato del cruscotto, aggiunta del posacenere e appoggiabraccia posteriore, ecc.). Questa versione, dopo un avvio stentato, ha un bel successo di vendite: nel solo 1937, su 3.831 Aprilia costruite (in 12 mesi) ben 700 sono del tipo "Lusso" (in soli 4-5 mesi).
Dall'agosto/settembre 1938 (dal numero di costruzione 6600) anche la versione "standard" viene munita delle pedane laterali (la larghezza della vettura aumenta leggermente, da cm 147,0 a cm 150,0); inoltre: vengono montate ruote Fergat tipo "Littoria" e, conseguentemente, di gomme da 165x400; variano leggermente i valori delle carreggiate.
Dal settembre 1938 (dalla vettura con motore n. 7701) le bielle in duralluminio (duralite) sono montate su bronzine di metallo bianco antifrizione.
Nel 1938/39: (imprecisata la numerazione da cui iniziano le modifiche): nella "Lusso" viene modificata la mascherina della calandra; viene anche modificato il cruscotto, che ora è bianco con unico quadro rettangolare (ed ha i bordi superiori ed inferiori ad arco racchiudente 4 strumenti quadri con fondo grigio e bianco)
Nei tre anni scarsi di produzione della "prima serie", si sono registrate parecchie modifiche agli ammortizzatori (a frizione) delle sospensioni posteriori; in sintesi: inizialmente essi erano del tipo "a secco", poi si ebbe un secondo tipo "lubrificato", cui seguì un tipo "lubrificato con comando idraulico a bassa pressione"; infine, a partire dalla vettura n. 8758 (inizio 1939) il comando idraulicio fu trasformato in "alta pressione"
| Caratteristiche tecniche Lancia Aprilia prima serie berlina (mod. 238) | |
| Motore                                                                 | tipo "97"; anteriore, longitudinale, monoblocco; blocco cilindri in alluminio con canne in ghisa dura riportate; testa cilindri fusa in ghisa, chiusa superiormente da un coperchio di alluminio (condotti d'aspirazione posizionati sul lato destro del motore, condotti di scarico posizionati sul lato sinistro: la testata è dunque del tipo "a flussi incrociati"); camere di scoppio emisferiche con candele (ricoperte da isolatori) in posizione centrale; albero motore in acciaio temperato su 3 supporti; pistoni in lega d'alluminio; bielle in duralluminio (Duralite) (senza supporti sino al settembre 1938, cioè sino al motore 97-7700; dal settembre del 1938, cioè dal motore 97-7701 le bielle sono montate su bronzine di metallo bianco antifrizione); il blocco motore-cambio è fissato alla scocca tramite due piccole balestre per lato |
| Numero e posizione cilindri                                            | 4 cilindri a V (18°6'40") |
| Cilindrata                                                             | cmc 1351,74 (alesaggio 72,00 mm - corsa 83,00 mm) |
| Distribuzione                                                          | valvole in testa, inclinate (mantenenti un angolo di 45° tra loro) azionate da bilancieri e puntalini; un albero a camme in testa, centrale, comandato da una catena silenziosa con tenditore automatico |
| Rapporto di compressione                                               | 5,75:1 |
| Potenza max                                                            | 47-48 hp a 4.000 giri/minuto |
| Lubrificazione                                                         | forzata, con pompa ad ingranaggi; filtro a lamelle con pulizia automatica; capacità coppa dell'olio 4 kg |
| Raffreddamento                                                         | ad acqua, a circolazione forzata con pompa centrifuga; temperatura dell'acqua controllata da dispositivo a persiane mobili comandato automaticamente da termostato (le persiane restano chiuse finché la temperatura non raggiunge i 70° circa, dopodiché cominciano ad aprirsi); radiatore a tubi ed alette; capacità circuito (radiatore e motore) 7,0 litri; ventilatore ausiliario. |
| Accensione                                                             | a spinterogeno Marelli (anticipo 10°, anticipo automatico 33°); ordine d'accensione: 2-1-3-4; candele MABO tipo W 175 T3 |
| Alimentazione                                                          | carburatore invertito Zenith 32 VIM a monocorpo, con dispositivo d'avviamento; pompa meccanica AC a membrana |
| Impianto elettrico                                                     | a 6 Volt- batteria Marelli da 60 Ah |
| Trasmissione                                                           | trazione sulle ruote posteriori; albero di trasmissione tubolare in due tronchi, con tre giunti flessibili a disco; il giunto centrale è sostenuto da un supporto, fissato elasticamente alla scocca, munito di cuscinetto a rulli; differenziale a pignoni conici. |
| Frizione                                                               | monodisco a secco |
| Cambio                                                                 | cambio in blocco col motore, a 4 rapporti + retromarcia; II, III e IV silenziose; rapporti: I=3,516:1;II=2,206:1;III=1,488:1;IV=1:1;RM=3,516:1; leva di comando centrale |
| Rapporto al ponte                                                      | rapporto finale di riduzione, con coppia conica Gleason Hypoid 10/41(4,10:1) |
| Scocca                                                                 | portante in lamiera d'acciaio, a piano inferiore completamente liscio; |
| Sospensioni ant.                                                       | a ruote indipendenti, assale forgiato, foderi telescopici a cannocchiale (sistema Lancia) con molle ad elica cilindriche ed ammortizzatori idraulici (lubrificazione foderi tramite oliatori esterni) |
| Sospensioni post.                                                      | a ruote indipendenti, a mezzo di sistema brevettato composto da una molla a balestra trasversale che appoggia su due bracci mobili e che sostiene il peso statico della vettura, e di due barre di torsione applicate ai bracci mobili che assorbono le differenze di carico; ammortizzatori Siata, modificati in corso di produzione (1º tipo=a frizione, a secco; 2º tipo=a frizione, lubrificati; 3º tipo=a frizione, con comando idraulico a bassa pressione; 4º tipo - a partire dai primi mesi del 1939 e cioè dalla vettura 8758 - con comando idraulico ad alta pressione) |
| Impianto frenante                                                      | freno idraulico tipo Lockheed a pedale agente sulle 4 ruote, con ganasce ad espansione; freno a mano agente sui tamburi delle ruote posteriori; i freni anteriori sono montati normalmente sulle ruote, quelli posteriori sono montati sugli alberi laterali all'uscita dal gruppo differenziale |
| Sterzo                                                                 | a settore elicoidale e vite senza fine; barre d'accoppiamento e di comando montate su articolazioni Silent-block; guida a destra; diametro di sterzata m 10,00; 3 giri e mezzo di volante per la sterzata completa (da tutto a destra a tutto a sinistra) |
| Ruote                                                                  | a disco, piene, in acciaio (con piccole razze coprimozzo) con cerchio da 140 x 40; dalla vettura n. 6600 (agosto/settembre 1938) le ruote sono del tipo Fergat "Littoria" da 165 x 400 |
| Pneumatici                                                             | misure 14x40 (140X40 per l'estero) con pressioni gonfiaggio di 1,60 kg/cm² anteriormente e 1,75 kg/cm² posteriormente; dalla vettura n. 6600 (agosto/settembre 1938) le misure sono: 165 x 400 (pressioni gonfiaggio di 1,20/1,40 kg/cm² anteriormente e 1,40/1,60 kg/cm² posteriormente) |
| Passo                                                                  | 275,0 cm |
| Altezza minima da terra                                                | 19,0 cm (con vettura carica) |
| Carreggiate anter-poster                                               | 126,0 cm -126,0 cm; dalla vettura n. 6600 (agosto/settembre 1938) i valori diventano di 126,2 cm e 128,7 cm rispettivamente |
| Lunghezza x larghezza x altezza                                        | vettura (berlina) 395,5 cm x 147,0 cm x 145,5 cm (altezza misurata con vettura carica) oppure cm 153,0 (altezza misurata con vettura scarica); da notare che per la versione "Lusso" la larghezza della vettura è di cm 150,0 anziché 147,0 cm; lo stesso piccolo incremento della larghezza si ha anche nella versione "standard", a partire dalla vettura n. 6600 (agosto/settembre 1938). |
| Carrozzeria                                                            | berlina 4 porte, 5 posti; dall'agosto 1937, alla versione "standard" si aggiunge la versione "Lusso" (munita - tra l'altro - delle pedane laterali); dalla vettura n. 6600 (agosto/settembre 1938) anche la versione "standard" è munita delle pedane laterali |
| Peso a vuoto                                                           | in ordine di marcia e con una ruota di scorta, 880 kg la berlina (la versione "Lusso" 895 kg) |
| Serbatoio carburante                                                   | capacità 50 litri |
| Velocità massima                                                       | oltre 125 km/h; velocità massime (km/h) nelle varie marce: : I=36, II=57, III=85 |
| Pendenze massime superabili                                            | a pieno carico: in prima marcia=26%; in II=16%; in III= 10%; in IV=5% |
| Consumo                                                                | medio, circa 10 litri ogni 100 km |
| Tassa di circolazione                                                  | Potenza fiscale in Italia 15 CV; bollo di circolazione, nel dopoguerra: nel 1948=Lire 6.000 nel 1949=Lire 18.000 nel 1952=Lire 21.000 nel 1955=Lire 31.500 |
| Prezzo in Italia                                                       | al debutto, nel 1937: Lire 26.600 |
| Prezzo in Francia                                                      | nel settembre 1937: Franchi Francesi 45.500 (modello "Ardennes", montato in Francia) |
| Prezzo in Gran Bretagna                                                | nel giugno 1937: Lire Sterline 298 |

### Autotelaio prima serie (mod. 239)
- - Periodo di produzione: dal marzo 1937 all'agosto 1939
  - Modelli:
    - tipo 239, autotelaio per carrozzieri

  - Motore: tipo 97
  - Numerazione progressiva: da 1 a 4350
  - Numerazione del telaio: da 239-1001 a 239-5351
  - Unità prodotte: 4350
  - Caratteristiche principali: motore anteriore a 4 cilindri a V di 1351,74 cm³, potenza 47-48 hp a 4.000 giri, valvole in testa; autotelaio scatolato, sospensioni anteriori e posteriori a ruote indipendenti;trasmissione con trazione alle ruote posteriori, cambio a 4 rapporti+retromarcia;dimensioni e peso: passo 285 cm, peso 650 kg (con ruota di scorta);velocità max 110–120 km/h a seconda del tipo di carrozzeria montata.

L'autotelaio Aprilia per i carrozzieri

Nel marzo 1937, parallelamente al lancio della berlina, viene iniziata la produzione dell'autotelaio per i carrozzieri.
Le caratteristiche tecniche sono identiche a quelle della berlina, tranne (com'è ovvio) che per la conformazione del telaio -che qui è a struttura piana scatolare -per l'incremento del passo (cm 285,0 invece di 275,0) e per l'adozione di un rapporto al ponte più "corto", in previsione del montaggio di carrozzerie più pesanti della berlina di serie. Naturalmente la velocità massima raggiungibile è inferiore (a causa del rapporto più corto e del presumibile peso più elevato).

Per il resto, le successive modifiche tecniche subite dalla berlina sono estese anche all'autotelaio (dall'esemplare n. 2421: variazione carreggiate, adozione ruote Fergat e gomme 165 x 400). Dal settembre 1938 (dagli esemplari con numero di motore superiore a 7700) nel motore, le bielle in duralluminio (duralite) sono montate su bronzine di metallo bianco antifrizione.

Nei tre anni scarsi di produzione di autotelai "prima serie", si sono registrate le medesime modifiche agli ammortizzatori (a frizione) delle sospensioni posteriori già descritti a proposito della berlina di serie; in sintesi: inizialmente essi sono del tipo "a secco", poi si ha un secondo tipo "lubrificato", cui segue un tipo "lubrificato con comando idraulico a bassa pressione"; infine, a partire dall'esemplare n. 3343 (primi mesi 1939) il comando idraulicio è trasformato in "alta pressione"
| Caratteristiche tecniche Lancia Aprilia prima serie autotelaio (mod. 239) | |
| Motore                                                                    | tipo "97"; anteriore, longitudinale, monoblocco; blocco cilindri in alluminio con canne in ghisa dura riportate; testa cilindri fusa in ghisa, chiusa superiormente da un coperchio di alluminio (condotti d'aspirazione posizionati sul lato destro del motore, condotti di scarico posizionati sul lato sinistro: la testata è dunque del tipo "a flussi incrociati"); camere di scoppio emisferiche con candele (ricoperte da isolatori) in posizione centrale; albero motore in acciaio temperato su 3 supporti; pistoni in lega d'alluminio; bielle in duralluminio (Duralite) (senza supporti sino al settembre 1938, cioè sino al motore 97-7700; dal settembre del 1938, cioè dal motore 97-7701 le bielle sono montate su bronzine di metallo bianco antifrizione); il blocco motore-cambio è fissato alla scocca tramite due piccole balestre per lato |
| Numero e posizione cilindri                                               | 4 cilindri a V (18°6'40") |
| Cilindrata                                                                | cmc 1351,74 (alesaggio 72,00 cm - corsa 83,00 mm) |
| Distribuzione                                                             | valvole in testa, inclinate (mantenenti un angolo di 45° tra loro) azionate da bilancieri e puntalini; un albero a camme in testa, centrale, comandato da una catena silenziosa con tenditore automatico |
| Rapporto di compressione                                                  | 5,75:1 |
| Potenza max                                                               | 47-48 hp a 4.000 giri/minuto |
| Lubrificazione                                                            | forzata, con pompa ad ingranaggi; filtro a lamelle con pulizia automatica; capacità coppa dell'olio 4 kg |
| Raffreddamento                                                            | ad acqua, a circolazione forzata con pompa centrifuga; temperatura dell'acqua controllata da dispositivo a persiane mobili comandato automaticamente da termostato (le persiane restano chiuse finché la temperatura non raggiunge i 70° circa, dopodiché cominciano ad aprirsi); radiatore a tubi ed alette; capacità circuito (radiatore e motore) 7,0 litri; ventilatore ausiliario. |
| Accensione                                                                | a spinterogeno Marelli (anticipo 10°, anticipo automatico 33°); ordine d'accensione: 2-1-3-4; candele MABO tipo W 175 T3 |
| Alimentazione                                                             | carburatore invertito Zenith 32 VIM a monocorpo, con dispositivo d'avviamento; pompa meccanica AC a membrana |
| Impianto elettrico                                                        | a 6 Volt- batteria Marelli da 60 Ah |
| Trasmissione                                                              | trazione sulle ruote posteriori; albero di trasmissione tubolare in due tronchi, con tre giunti flessibili a disco; il giunto centrale è sostenuto da un supporto, fissato elasticamente alla scocca, munito di cuscinetto a rulli; differenziale a pignoni conici. |
| Frizione                                                                  | monodisco a secco |
| Cambio                                                                    | cambio in blocco col motore, a 4 rapporti + retromarcia; II, III e IV silenziose; rapporti: I=3,516:1;II=2,206:1;III=1,488:1;IV=1:1;RM=3,516:1; leva di comando centrale |
| Rapporto al ponte                                                         | rapporto finale di riduzione, con coppia conica Gleason Hypoid 9/41(4,556:1) |
| Scocca                                                                    | autotelaio: a struttura piana scatolare |
| Sospensioni ant.                                                          | a ruote indipendenti, assale forgiato, foderi telescopici a cannocchiale (sistema Lancia) con molle ad elica cilindriche ed ammortizzatori idraulici (lubrificazione foderi tramite oliatori esterni) |
| Sospensioni post.                                                         | a ruote indipendenti, a mezzo di sistema brevettato composto da una molla a balestra trasversale che appoggia su due bracci mobili e che sostiene il peso statico della vettura, e di due barre di torsione applicate ai bracci mobili che assorbono le differenze di carico; ammortizzatori Siata, modificati in corso di produzione (1º tipo=a frizione, a secco; 2º tipo=a frizione, lubrificati; 3º tipo=a frizione, con comando idraulico a bassa pressione; 4º tipo - a partire dai primi mesi del '39 e cioè dall'esemplare n. 3343 - con comando idraulico ad alta pressione) |
| Impianto frenante                                                         | freno idraulico tipo Lockheed a pedale agente sulle 4 ruote, con ganasce ad espansione; freno a mano agente sui tamburi delle ruote posteriori; i freni anteriori sono montati normalmente sulle ruote, quelli posteriori sono montati sugli alberi laterali all'uscita dal gruppo differenziale |
| Sterzo                                                                    | a settore elicoidale e vite senza fine; barre d'accoppiamento e di comando montate su articolazioni Silent-block; guida a destra; 3 giri e mezzo di volante per la sterzata completa (da tutto a destra a tutto a sinistra) |
| Ruote                                                                     | a disco, piene, in acciaio (con piccole razze coprimozzo) con cerchio da 140 x 40; dall'esemplare n. 2421 (agosto 1938) le ruote sono del tipo Fergat "Littoria" da 165 x 400 |
| Pneumatici                                                                | misure 14x40 con pressioni gonfiaggio di 1,80 kg/cm² anteriormente e 2,00 kg/cm² posteriormente; dall'esemplare n. 2421 (agosto 1938) le misure sono: 165 x 400 |
| Passo                                                                     | cm 285,0 |
| Altezza minima da terra                                                   | cm 19,0 |
| Carreggiate anter-poster                                                  | cm 126,0 -cm 126,0; dall'esemplare n. 2421 (agosto 1938) i valori diventano di cm 126,2 e cm 128,7 rispettivamente |
| Peso a vuoto                                                              | autotelaio con una ruota di scorta, 650 kg |
| Serbatoio carburante                                                      | capacità 50 litri |
| Velocità massima                                                          | tra i 110 e i 120 km/h a seconda della carrozzeria e del peso; velocità massime (km/h) nelle varie marce:I=32/35; II=50/55; III=75/81 |
| Consumo                                                                   | medio, compreso tra 10 e 12 litri ogni 100 km, a seconda della carrozzeria e del peso |
| Tassa di circolazione                                                     | Potenza fiscale in Italia CV 15; bollo di circolazione, nel dopoguerra: nel 1948=Lire 6.000 nel 1949=Lire 18.000 nel 1952=Lire 21.000 nel 1955=Lire 31.500 |
| Tassa di circolazione                                                     | Potenza fiscale in Italia, nel dopoguerra, CV 15; bollo di circolazione (nel 1952) Lire 21.000 annue |

## Berlina seconda serie (mod. 438)
- - Periodo di produzione: dal 18 agosto 1939 al 22 ottobre 1949
  - Modelli:
    - tipo 438, berlina 4 porte, 5 posti

  - Motore: tipo 99
  - Numerazione progressiva: da 10.355 a 20.082
  - Numerazione del telaio: da 438-20.001 a 438-29.754 (secondo alcune fonti: 29.753)
  - Unità prodotte: 9.728
  - Caratteristiche principali: motore: anteriore a 4 cilindri a V di 1486,50 cm³, potenza 48-49 hp a 4.000-4.300 giri, valvole in testa; carrozzeria: berlina (4 porte, 4 luci, 5 posti), scocca portante, sospensioni anteriori e posteriori a ruote indipendenti;trasmissione con trazione alle ruote posteriori, cambio a 4 rapporti+retromarcia;dimensioni e peso: passo cm 275, lunghezza cm 395,5, larghezza cm 150, peso in ordine di marcia 900 kg circa;velocità max: Km/h 126-128 circa

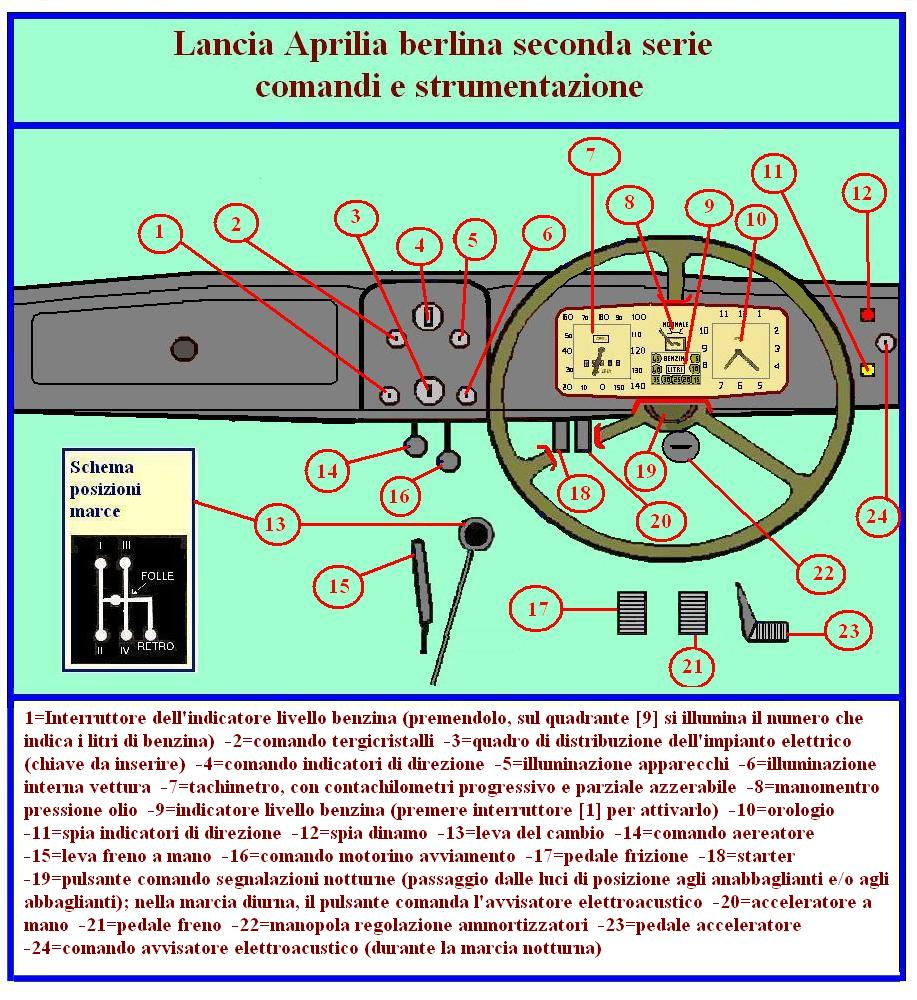

La produzione della "seconda serie" Aprilia inizia il 18 agosto 1939
Scompare la versione "Lusso", per cui la berlina viene costruita in una sola versione "unificata" (quasi identica alla precedente versione "Lusso") con interni in panno (grigio o nocciola). La selleria interna in pelle (marrone o rossa) è a richiesta. La gamma colori prevista per la seconda serie è: grigio metallizzato, grigio scuro, grigio acciaio, grigio chiaro, nocciola, beige, amaranto, blu, blu metallizzato, nero, beige, bruno, bruno chiaro, metallizzato scuro.
Rispetto alla "prima serie" le differenze sono:
1. diminuisce il valore dell'angolo della "V" dei cilindri (da 18°6'40" a 17°3'40")
2. la cilindrata aumenta da 1351,74 a 1486,50 cm³, grazie all'aumento della misura dell'alesaggio (da mm 72,00 a mm 74,61) e della corsa del cilindro (da mm 83,00 a mm 85,00)
3. la potenza massima si incrementa leggermente, da "quasi" 48 a "poco più" di 48 HP
4. aumenta (anche se non se ne conosce l'entità) il valore della coppia massima
5. la "sospensione" del motore avviene ora tramite una sola balestra per lato, più elastica (in precedenza le balestre erano due per lato)
6. viene montato il carburatore Zenith 32 VIML 3 (invece del 32 VIM)
7. viene montata una batteria da 75 Ah invece di 60 Ah
8. viene modificato il sistema di lubrificazione della sospensione anteriore
9. vengono modificati gli ammortizzatori posteriori
10. viene montata una frizione più robusta, atta a reggere la maggior coppia motrice
11. nel cambio di velocità, vengono "allungati" i rapporti della prima marcia avanti e della retromarcia (portati da 3,516:1 a 3,126:1)
12. modificato il comando di fari e clacson

Nel corso dei 10 anni successivi (1939/1949) l'Aprilia subisce ovviamente ulteriori aggiornamenti.
La modifica più importante si ha dalla vettura n. 14728 (autunno 1947) allorché l'impianto elettrico passa da 6 a 12 Volt (la dinamo da 90 a 130 Watt, la batteria da 75 Ah a 50 Ah)

Questi gli altri aggiornamenti più significativi:
Anno 1940 (dalla vettura n. 11371): nelle sospensioni posteriori, al posto degli ammortizzatori Siata a frizione vengono montati ammortizzatori idraulici Houdaille (regolabili manualmente)

Inizio 1946 (dalla vettura n. 12728): nel cambio di velocità, il rapporto della prima marcia avanti e della retromarcia viene ricondotto ai valori della "prima serie" (cioè ri-portati a 3,516:1)
Inizio 1946 (dalla vettura n. 12778): abbandonati i freni Lockheed, sostituiti con i Sabif (con serbatoio in pressione)
inizio 1947 (dalla vettura n. 13714): la lubrificazione della sospensione anteriore avviene con comando manuale
Autunno 1947 (dalla vettura n. 14728): contemporaneamente al passaggio dell'impianto elettrico da 6 a 12 Volt (come specificato in alto) si ha anche l'adozione di nuove candele, che ora sono delle Marelli tipo CW 125B
L'ultima Aprilia berlina, contraddistinta dal numero di produzione 20.082 e dal numero di telaio 438-29754 (secondo alcuni: 438-29753), lascia gli stabilimenti il 22 ottobre 1949.
| Caratteristiche tecniche Lancia Aprilia seconda serie berlina (mod. 438) | |
| Motore                                                                   | tipo "99"; anteriore, longitudinale, monoblocco; blocco cilindri in alluminio con canne in ghisa dura riportate; testa cilindri fusa in ghisa, chiusa superiormente da un coperchio di alluminio (condotti d'aspirazione posizionati sul lato destro del motore, condotti di scarico posizionati sul lato sinistro: la testata è dunque del tipo "a flussi incrociati"); camere di scoppio emisferiche con candele (ricoperte da isolatori) in posizione centrale; albero motore in acciaio al cromo-nichel su 3 supporti con cuscinetti di acciaio rivestiti di metallo antifrizione; pistoni in lega d'alluminio; bielle montate su bronzine di metallo bianco antifrizione; il blocco motore-cambio è fissato alla scocca tramite una piccola balestra per lato (più elastica rispetto alle due balestre montate nella "prima serie") |
| Numero e posizione cilindri                                              | 4 cilindri a V (17°3'40") |
| Cilindrata                                                               | cmc 1486,50 (alesaggio mm 74,61 - corsa mm 85,00) |
| Distribuzione                                                            | valvole in testa, inclinate (mantenenti un angolo di 45º tra loro) azionate da bilancieri e puntalini; un albero a camme in testa, centrale, comandato da una catena silenziosa con tenditore automatico |
| Rapporto di compressione                                                 | 5,75:1 |
| Potenza max                                                              | 48-49 hp a 4.000-4.300 giri/minuto |
| Lubrificazione                                                           | forzata, con pompa ad ingranaggi; filtro a lamelle con pulizia automatica; capacità coppa dell'olio kg 4 |
| Raffreddamento                                                           | ad acqua, a circolazione forzata con pompa centrifuga; temperatura dell'acqua controllata da dispositivo a persiane mobili comandato automaticamente da termostato (le persiane restano chiuse finché la temperatura non raggiunge i 70º circa, dopodiché cominciano ad aprirsi); radiatore a tubi ed alette; capacità circuito (radiatore e motore) litri 7; ventilatore ausiliario |
| Accensione                                                               | a spinterogeno Marelli (anticipo 10º, anticipo automatico 33º); ordine d'accensione: 2-1-3-4; candele Marelli MW 125T6 (diametro e passo delle candele: mm 14 x 1,25); dalla vettura n 14728 (autunno'47, versione a 12 Volt): candele Marelli CW 125B (diametro e passo invariati) |
| Alimentazione                                                            | carburatore invertito Zenith 32 VIML 3 a monocorpo, con dispositivo d'avviamento; pompa meccanica AC a membrana |
| Impianto elettrico                                                       | a 6 volt, dinamo Marelli 90 Watt, batteria Marelli 75 Ah; dall'autunno del'47, cioè dalla vettura n 14728= a 12 volt, dinamo MABO 130 Watt, batteria 50 Ah |
| Trasmissione                                                             | trazione sulle ruote posteriori; albero di trasmissione tubolare in due tronchi, con tre giunti flessibili a disco; il giunto centrale è sostenuto da un supporto, fissato elasticamente alla scocca, munito di cuscinetto a rulli; differenziale a pignoni conici. |
| Frizione                                                                 | monodisco a secco (irrobustita rispetto a quella montata sulla "prima serie" mediante maggiorazione della superficie del disco per far fronte alla maggiore coppia); adottato nuovo sistema automatico di lubrificazione del cuscinetto di distacco. |
| Cambio                                                                   | cambio in blocco col motore, a 4 rapporti + retromarcia; II, III e IV silenziose; rapporti: I=3,126:1;II=2,206:1;III=1,488:1;IV=1:1;RM=3,126:1; dalla vettura n. 12728 il rapporto della prima marcia (e della retromarcia) viene variato a 3,516:1 (com'era nella prima serie); leva di comando centrale |
| Rapporto al ponte                                                        | rapporto finale di riduzione, con coppia conica Gleason Hypoid 10/41(4,10:1) |
| Scocca                                                                   | portante in lamiera d'acciaio, a piano inferiore completamente liscio |
| Sospensioni ant.                                                         | a ruote indipendenti, assale forgiato, foderi telescopici a cannocchiale (sistema Lancia) con molle ad elica cilindriche ed ammortizzatori idraulici (lubrificazione foderi automatica; dall'inizio del'47, cioè dalla vettura n 13714, la lubrificazione avviene con comando manuale) |
| Sospensioni post.                                                        | a ruote indipendenti, a mezzo di sistema brevettato composto da una molla a balestra trasversale che appoggia su due bracci mobili e che sostiene il peso statico della vettura, e di due barre di torsione applicate ai bracci mobili che assorbono le differenze di carico; ammortizzatori Siata a frizione con comando regolazione (mediante manopola) idraulico a bassa pressione; nel corso del 1940, dalla vettura n 11371, all posto degli ammortizzatori Siata vengono montati ammortizzatori idraulici Houdaille (regolabili manualmente) |
| Impianto frenante                                                        | freno idraulico tipo Lockheed a pedale agente sulle 4 ruote, con ganasce ad espansione (dall'inizio del 1946, e precisamente dalla vettura n 12778, abbandonati i freni Lockheed, sostituiti con i Sabif, con serbatoio in pressione); superficie frenante totale cm² 680; freno a mano agente sui tamburi delle ruote posteriori; i freni anteriori sono montati normalmente sulle ruote, quelli posteriori sono montati sugli alberi laterali all'uscita dal gruppo differenziale |
| Sterzo                                                                   | a settore elicoidale e vite senza fine; barre d'accoppiamento e di comando montate su articolazioni Silent-block; guida a destra; diametro di sterzata m 10,00; 3 giri e mezzo di volante per la sterzata completa (da tutto a destra a tutto a sinistra) |
| Ruote                                                                    | a razze Fergat con cerchio 165 x 400 (per esportazione: ruote 4,50x16") |
| Pneumatici                                                               | misure 165 x 400 (pressioni gonfiaggio, Kg/cm2: 1,2/1,4 anteriormente e 1,4/1,6 posteriormente); per esportazione: gomme 5.50 x 16" |
| Passo                                                                    | cm 275,0 |
| Altezza minima da terra                                                  | cm 19,0 (con vettura carica) |
| Carreggiate anter-poster                                                 | cm 126,2 -cm 128,7 |
| Lunghezza x larghezza x altezza                                          | vettura (berlina) cm 393 x cm 150,0 x cm 153 (altezza vettura scarica) |
| Carrozzeria                                                              | berlina 4 porte, 5 posti |
| Peso a vuoto                                                             | in ordine di marcia e con una ruota di scorta, kg 900 circa (berlina) |
| Serbatoio carburante                                                     | capacità litri 50 (ridotto a 48 litri nelle ultime vetture prodotte) |
| Velocità massima                                                         | circa 126–128 km/h; velocità massime (km/h) nelle varie marce: sino alla vettura n. 12727: I=41, II=58, III=86, IV=128 km/h; dalla vettura n 12728: I= 36, II=57, III=85, IV=126 km/h |
| Pendenze massime superabili                                              | a pieno carico: sino alla vettura n. 12727: in prima marcia=23%; in II=16%; in III= 10%; in IV=5,5%; dalla vettura n. 12728: in I=24,5%, in II=16,5%, in III= 10%, in IV=5,5% |
| Consumo                                                                  | medio, circa 10 litri ogni 100 km |
| Tassa di circolazione                                                    | Potenza fiscale in Italia CV 16; bollo di circolazione, nel dopoguerra: nel 1948=Lire 6.600 nel 1949=Lire 23.000 nel 1952=Lire 24.000 nel 1955=Lire 36.000 |
| Prezzo in Italia                                                         | nel 1939: Lire 30.350 nel febbraio 1940: Lire 33.000 nel marzo 1940: Lire 36.000 nel dicembre 1940: Lire 38.700 nel settembre 1943: Lire 52.100 nel marzo 1946: Lire 570.000 nel giugno 1948: Lire 1.790.000 |
| Prezzo in Svizzera                                                       | nel marzo 1949: Franchi Svizzeri 14.800 nel marzo 1950: Franchi Svizzeri 13.800 |

### Autotelaio seconda serie (mod. 439)
- - Periodo di produzione: dall'agosto 1939 alla fine del 1949 (probabilmente alla fine di ottobre)
  - Modelli:
    - tipo 439, autotelaio per carrozzieri

  - Motore: tipo 99
  - Numerazione progressiva: da 4351 a 6002
  - Numerazione del telaio: da 439-10001 a 439-12252
  - Unità prodotte: 2252
  - Caratteristiche principali: motore: anteriore a 4 cilindri a V di 1486,50 cm³, potenza 48-49 hp a 4.000-4.300 giri, valvole in testa; autotelaio: scatolato, sospensioni anteriori e posteriori a ruote indipendenti;trasmissione con trazione alle ruote posteriori, cambio a 4 rapporti+retromarcia;dimensioni e peso: passo cm 285, peso kg 670 circa (con ruota di scorta);velocità max: Km/h 110-125 circa, a seconda del rapporto al ponte adottato, della carrozzeria montata e del peso.

Così come per la berlina, anche per gli autotelai, la produzione della "seconda serie" Aprilia inizia nella seconda metà del mese di agosto del 1939 (il primo autotelaio seconda serie reca il numero di produzione 4351, mentre la nunmerazione del telaio inizia col nunmero 439-10001))
Rispetto alla "prima serie" le differenze sono:
1. diminuisce il valore dell'angolo della "V" dei cilindri (da 18°6'40" a 17°3'40")
2. la cilindrata aumenta da cmc 1351,74 a cmc 1486,50, grazie all'aumento della misura dell'alesaggio (da mm 72,00 a mm 74,61) e della corsa del cilindro (da mm 83,00 a mm 85,00)
3. la potenza massima si incrementa leggermente, da "quasi" 48 hp a "poco più" di 48 HP
4. aumenta (anche se non se ne conosce l'entità) il valore della coppia massima
5. la "sospensione" del motore avviene ora tramite una sola balestra per lato, più elastica (in precedenza le balestre erano due per lato)
6. viene montato il carburatore Zenith 32 VIML 3 (invece del 32 VIM)
7. viene montata una batteria da 75 Ah invece di 60 Ah
8. vengono rinforzati longheroni del telaio (da 5,5 cm a 9,9 cm)
9. viene modificato il sistema di lubrificazione della sospensione anteriore
10. vengono modificati gli ammortizzatori posteriori
11. viene montata una frizione più robusta, atta a reggere la maggior coppia motrice
12. nel cambio di velocità, vengono "allungati" i rapporti della prima marcia avanti e della retromarcia (portati da 3,516:1 a 3,126:1)
13. modificato il comando di fari e clacson

Nel corso dei 10 anni successivi (1939/1949) l'autotelaio Aprilia subisce ovviamente i medesimi ulteriori aggiornamenti apportati alla berlina.

La modifica più importante si ha dall'esemplare n. 6351 (autunno 1947) allorché l'impianto elettrico passa da 6 a 12 Volt (la dinamo da 90 a 130 Watt, la batteria da 75 Ah a 50 Ah)

Questi gli altri aggiornamenti più significativi:
Anno 1940 (dall'esemplare n. 4974): nelle sospensioni posteriori, al posto degli ammortizzatori Siata a frizione vengono montati ammortizzatori idraulici Houdaille (regolabili manualmente)
Inizio 1946 (dall'esemplare n. 6004): nel cambio di velocità, il rapporto della prima marcia avanti e della retromarcia viene ricondotto ai valori della "prima serie" (cioè ri-portati a 3,516:1)
Inizio 1946 (approssimativamente dall'esemplare n. 6030): abbandonati i freni Lockheed, sostituiti con i Sabif (con serbatoio in pressione)
Inizio 1947 (dall'esemplare n. 6160): la lubrificazione della sospensione anteriore avviene con comando manuale
Autunno 1947 (dall'esemplare n. 6351): contemporaneamente al passaggio dell'impianto elettrico da 6 a 12 Volt (come specificato in alto) si ha anche l'adozione di nuove candele, che ora sono delle Marelli tipo CW 125B
L'ultimo autotelaio Aprilia "439", contraddistinto dal numero di produzione 6.002 e dal numero di telaio 439-12252 lascia lo stabilimento entro la fine del 1949 (probabilmente alla fine del mese di ottobre, quando cessa la costruzione della berlina)
| Caratteristiche tecniche Lancia Aprilia seconda serie autotelaio (mod. 439) | |
| Motore                                                                      | tipo "99"; anteriore, longitudinale, monoblocco; blocco cilindri in alluminio con canne in ghisa dura riportate; testa cilindri fusa in ghisa, chiusa superiormente da un coperchio di alluminio (condotti d'aspirazione posizionati sul lato destro del motore, condotti di scarico posizionati sul lato sinistro: la testata è dunque del tipo "a flussi incrociati"); camere di scoppio emisferiche con candele (ricoperte da isolatori) in posizione centrale; albero motore in acciaio al cromo-nichel su 3 supporti con cuscinetti di acciaio rivestiti di metallo antifrizione; pistoni in lega d'alluminio; bielle montate su bronzine di metallo bianco antifrizione; il blocco motore-cambio è fissato alla scocca tramite una piccola balestra per lato (più elastica rispetto alle due balestre montate nella "prima serie") |
| Numero e posizione cilindri                                                 | 4 cilindri a V (17°3'40") |
| Cilindrata                                                                  | cmc 1486,50 (alesaggio mm 74,61 - corsa mm 85,00) |
| Distribuzione                                                               | valvole in testa, inclinate (mantenenti un angolo di 45º tra loro) azionate da bilancieri e puntalini; un albero a camme in testa, centrale, comandato da una catena silenziosa con tenditore automatico |
| Rapporto di compressione                                                    | 5,75:1 |
| Potenza max                                                                 | 48-49 hp a 4.000-4.300 giri/minuto |
| Lubrificazione                                                              | forzata, con pompa ad ingranaggi; filtro a lamelle con pulizia automatica; capacità coppa dell'olio kg 4 |
| Raffreddamento                                                              | ad acqua, a circolazione forzata con pompa centrifuga; temperatura dell'acqua controllata da dispositivo a persiane mobili comandato automaticamente da termostato (le persiane restano chiuse finché la temperatura non raggiunge i 70º circa, dopodiché cominciano ad aprirsi); radiatore a tubi ed alette; capacità circuito (radiatore e motore) litri 7; ventilatore ausiliario |
| Accensione                                                                  | a spinterogeno Marelli (anticipo 10º, anticipo automatico 33º); ordine d'accensione: 2-1-3-4; candele Marelli MW 125T6 (diametro e passo delle candele: mm 14 x 1,25); dall'esemplare n. 6.351 (autunno'47, versione a 12 Volt): candele Marelli CW 125B (diametro e passo invariati) |
| Alimentazione                                                               | carburatore invertito Zenith 32 VIML 3 a monocorpo, con dispositivo d'avviamento; pompa meccanica AC a membrana |
| Impianto elettrico                                                          | a 6 volt, dinamo Marelli 90 Watt, batteria Marelli 75 Ah; dall'autunno del'47, cioè dall'esemplare n. 6.351= a 12 volt, dinamo MABO 130 Watt, batteria 50 Ah |
| Trasmissione                                                                | trazione sulle ruote posteriori; albero di trasmissione tubolare in due tronchi, con tre giunti flessibili a disco; il giunto centrale è sostenuto da un supporto, fissato elasticamente alla scocca, munito di cuscinetto a rulli; differenziale a pignoni conici. |
| Frizione                                                                    | monodisco a secco (irrobustita rispetto a quella montata sulla "prima serie" mediante maggiorazione della superficie del disco per far fronte alla maggiore coppia); adottato nuovo sistema automatico di lubrificazione del cuscinetto di distacco. |
| Cambio                                                                      | cambio in blocco col motore, a 4 rapporti + retromarcia; II, III e IV silenziose; rapporti: I=3,126:1;II=2,206:1;III=1,488:1;IV=1:1;RM=3,126:1; dall'esemplare n. 6.004 (inizio 1946) il rapporto della prima marcia (e della retromarcia) viene variato a 3,516:1 (com'era nella prima serie); leva di comando centrale |
| Rapporto al ponte                                                           | rapporto finale di riduzione, con coppia conica Gleason Hypoid 9/41(4,556:1); a richiesta 10/41 (4,10:1) |
| Scocca                                                                      | autotelaio: a struttura piana scatolare |
| Sospensioni ant.                                                            | a ruote indipendenti, assale forgiato, foderi telescopici a cannocchiale (sistema Lancia) con molle ad elica cilindriche ed ammortizzatori idraulici (lubrificazione foderi automatica; dall'inizio del'47, cioè dall'esemplare n. 6160, la lubrificazione avviene con comando manuale) |
| Sospensioni post.                                                           | a ruote indipendenti, a mezzo di sistema brevettato composto da una molla a balestra trasversale che appoggia su due bracci mobili e che sostiene il peso statico della vettura, e di due barre di torsione applicate ai bracci mobili che assorbono le differenze di carico; ammortizzatori Siata a frizione con comando regolazione (mediante manopola) idraulico a bassa pressione; nel corso del 1940, dall'esemplare n 4974, all posto degli ammortizzatori Siata vengono montati ammortizzatori idraulici Houdaille (regolabili manualmente) |
| Impianto frenante                                                           | freno idraulico tipo Lockheed a pedale agente sulle 4 ruote, con ganasce ad espansione (dall'inizio del 1946, grosso modo dall'esemplare n. 6030, abbandonati i freni Lockheed, sostituiti con i Sabif, con serbatoio in pressione); superficie frenante totale cm² 680; freno a mano agente sui tamburi delle ruote posteriori; i freni anteriori sono montati normalmente sulle ruote, quelli posteriori sono montati sugli alberi laterali all'uscita dal gruppo differenziale |
| Sterzo                                                                      | a settore elicoidale e vite senza fine; barre d'accoppiamento e di comando montate su articolazioni Silent-block; guida a destra; 3 giri e mezzo di volante per la sterzata completa (da tutto a destra a tutto a sinistra) |
| Ruote                                                                       | a razze Fergat con cerchio 165 x 400 (per esportazione: ruote 4,50x16") |
| Pneumatici                                                                  | misure 165 x 400; per esportazione: gomme 5.50 x 16" |
| Passo                                                                       | cm 285,0 |
| Altezza minima da terra                                                     | cm 18,6 |
| Carreggiate anter-poster                                                    | cm 126,2 -cm 128,7 |
| Peso a vuoto                                                                | autotelaio, con una ruota di scorta,. kg 670 |
| Serbatoio carburante                                                        | capacità litri 48 |
| Velocità massima                                                            | tra i 110 e i 125 km/h a seconda del rapporto al ponte adottato, della carrozzeria montata e del peso; velocità massime (km/h) nelle varie marce: I=32/36 (35/40 negli esemplari sino al n. 6003, con rapporto 3,126:1) II=50/57, III=75/85 |
| Consumo                                                                     | medio, compreso tra 10 e 12 litri ogni 100 km, a seconda della carrozzeria e del peso |
| Tassa di circolazione                                                       | Potenza fiscale in Italia CV 16; bollo di circolazione, nel dopoguerra: nel 1948=Lire 6.600 nel 1949=Lire 23.000 nel 1952=Lire 24.000 nel 1955=Lire 36.000 |

### Autotelaio seconda serie "speciale" (mod.  639)
- - Periodo di produzione: dal 1940 al 1943
  - Modelli:
    - tipo 639, autotelaio a passo corto, per vettura in versione torpedo coloniale

  - Motore: tipo 99
  - Numerazione progressiva: da 1001 a 1251
  - Numerazione del telaio: da 639-1001 a 639-1251
  - Unità prodotte: 251
  - Caratteristiche principali: motore: anteriore a 4 cilindri a V di 1486,50 cm³, potenza 48-49 hp a 4.000-4.300 giri, valvole in testa; autotelaio: scatolato, sospensioni anteriori a ruote indipendenti, sospensioni posteriori ad assale rigido;trasmissione con trazione alle ruote posteriori, cambio a 4 rapporti più retromarcia; dimensioni e peso: passo 265 cm, peso dell'autotelaio carrozzato a torpedo 1.112 kg (in ordine di marcia);velocità max: oltre 110 km/h.

Nel biennio 1940/41, la Lancia stipula una serie di contratti con l'Ufficio Approvvigionamenti Autocarri e Ricambi dell'Esercito che prevedono, tra l'altro, la consegna di 247 torpedo coloniali (su meccanica Aprilia). Da una relazione della direzione aziendale che reca la data del 6 aprile 1941, si rileva che, a quel momento, (testualmente) rimangono da produrre 129 Aprilia coloniali su 250 (evidentemente, nel frattempo, la cifra iniziale è leggermente lievitata, da 247 a 251).

Per concretizzare questa versione speciale (la cui carrozzeria pare venga realizzata prevalentemente da Viotti) la casa torinese mette a punto l'autotelaio tipo "639", caratterizzato dal passo accorciato (cm 265 contro i 275 della berlina ed i 285 dell'autotelaio normale) e dall'adozione del ponte rigido al retrotreno, di un rapporto al ponte più "corto" e di ruote di maggior diametro. Pare che alla fine, tra il 1940 ed il 1943, di queste "coloniali" siano stati prodotti 251 esemplari.
| Caratteristiche tecniche Lancia Aprilia seconda serie autotelaio speciale (mod. 639) | |
| Motore                                                                               | tipo "99"; anteriore, longitudinale, monoblocco; blocco cilindri in alluminio con canne in ghisa dura riportate; testa cilindri fusa in ghisa, chiusa superiormente da un coperchio di alluminio (condotti d'aspirazione posizionati sul lato destro del motore, condotti di scarico posizionati sul lato sinistro: la testata è dunque del tipo "a flussi incrociati"); camere di scoppio emisferiche con candele (ricoperte da isolatori) in posizione centrale; albero motore in acciaio al cromo-nichel su 3 supporti con cuscinetti di acciaio rivestiti di metallo antifrizione; pistoni in lega d'alluminio; bielle montate su bronzine di metallo bianco antifrizione; il blocco motore-cambio è fissato alla scocca tramite una piccola balestra per lato (più elastica rispetto alle due balestre montate nella "prima serie") |
| Numero e posizione cilindri                                                          | 4 cilindri a V (17°3'40") |
| Cilindrata                                                                           | cmc 1486,50 (alesaggio mm 74,61 - corsa mm 85,00) |
| Distribuzione                                                                        | valvole in testa, inclinate (mantenenti un angolo di 45º tra loro) azionate da bilancieri e puntalini; un albero a camme in testa, centrale, comandato da una catena silenziosa con tenditore automatico |
| Rapporto di compressione                                                             | 5,75:1 |
| Potenza max                                                                          | 48-49 hp a 4.000-4.300 giri/minuto (qualche fonte parla di un motore lievemente depotenziato, erogante 46 hp circa) |
| Lubrificazione                                                                       | forzata, con pompa ad ingranaggi; filtro a lamelle con pulizia automatica; capacità coppa dell'olio kg 4 |
| Raffreddamento                                                                       | ad acqua, a circolazione forzata con pompa centrifuga; temperatura dell'acqua controllata da dispositivo a persiane mobili comandato automaticamente da termostato (le persiane restano chiuse finché la temperatura non raggiunge i 70º circa, dopodiché cominciano ad aprirsi); radiatore a tubi ed alette; capacità circuito (radiatore e motore) litri 7; ventilatore ausiliario |
| Accensione                                                                           | a spinterogeno Marelli (anticipo 10º, anticipo automatico 33º); ordine d'accensione: 2-1-3-4; candele Marelli MW 125T6 (diametro e passo delle candele: mm 14 x 1,25); |
| Alimentazione                                                                        | carburatore invertito Zenith 32 VIML 3 a monocorpo, con dispositivo d'avviamento; pompa meccanica AC a membrana |
| Impianto elettrico                                                                   | a 6 volt, dinamo Marelli 90 Watt, batteria Marelli 75 Ah |
| Trasmissione                                                                         | trazione sulle ruote posteriori; albero di trasmissione tubolare in due tronchi, con tre giunti flessibili a disco; il giunto centrale è sostenuto da un supporto, fissato elasticamente alla scocca, munito di cuscinetto a rulli; differenziale a pignoni conici. |
| Frizione                                                                             | monodisco a secco. |
| Cambio                                                                               | cambio in blocco col motore, a 4 rapporti + retromarcia; II, III e IV silenziose; rapporti: I=3,126:1;II=2,206:1;III=1,488:1;IV=1:1;RM=3,126:1; leva di comando centrale |
| Rapporto al ponte                                                                    | rapporto finale di riduzione, con coppia conica Gleason Hypoid 8/41(5 125:1) |
| Scocca                                                                               | autotelaio: a struttura piana scatolare |
| Sospensioni ant.                                                                     | a ruote indipendenti, assale forgiato, foderi telescopici a cannocchiale (sistema Lancia) con molle ad elica cilindriche ed ammortizzatori idraulici |
| Sospensioni post.                                                                    | ad assale rigido, balestre semiellittiche longitudinali, ammoritzzatori idraulici |
| Impianto frenante                                                                    | freno idraulico tipo Lockheed a pedale agente sulle 4 ruote |
| Sterzo                                                                               | a settore elicoidale e vite senza fine; barre d'accoppiamento e di comando montate su articolazioni Silent-block; guida a destra; 3 giri e mezzo di volante per la sterzata completa (da tutto a destra a tutto a sinistra); diametro di sterzata m 10,20 |
| Ruote                                                                                | a disco, cerchio 130 x 45 |
| Pneumatici                                                                           | misure 13 x 45 |
| Passo                                                                                | cm 265,0 |
| Altezza minima da terra                                                              | cm 22,6 |
| Carreggiate anter-poster                                                             | cm 123,3 -cm 129,2 |
| Lunghezza x larghezza                                                                | autotelaio: cm 420 x cm 153; vettura carrozzata torpedo: cm 432,6 x cm 155,0 |
| Peso                                                                                 | carrozzata torpedo, in ordine di marcia, kg 1.112 (a pieno carico, kg 1405) |
| Serbatoio carburante                                                                 | capacità litri 75, più quattro taniche da litri 20 disposte all'esterno-vettura |
| Velocità massima                                                                     | oltre 110 km/h; velocità massime (km/h) nelle varie marce: I=35, II=51, III=75 |
| Pendenza massima superabile                                                          | in prima marcia, circa 24% |
| Consumo                                                                              | medio, compreso tra 10 e 11 litri ogni 100 km |
| Tassa di circolazione                                                                | Potenza fiscale in Italia CV 16. |

### Autotelaio seconda serie "lungo" (mod. 539)
- - Periodo di produzione: dal 1946 al 1948
  - Modelli:
    - tipo 539, autotelaio a passo lungo, per carrozzieri

  - Motore: tipo 99
  - Numerazione progressiva: da 7 a 708
  - Numerazione del telaio: da 539-10007 a 539-1798
  - Unità prodotte: 702
  - Caratteristiche principali: motore: anteriore a 4 cilindri a V di 1486,50 cm³, potenza 48-49 hp a 4.000-4.300 giri, valvole in testa; autotelaio: scatolato, sospensioni anteriori a ruote indipendenti, sospensioni posteriori ad assale rigido;trasmissione con trazione alle ruote posteriori, cambio a 4 rapporti+retromarcia;dimensioni e peso: passo cm 295, peso kg. 700 circa (con ruota di scorta);velocità max: Km/h 110-115 a seconda del rapporto al ponte adottato, della carrozzeria montata e del peso.

Nel triennio 1946-48, all'autotelaio "classico" del tipo 439 se ne aggiunge un altro, a passo più lungo (cm 295 contro 285), caratterizzato dall'adozione di una robusta sospensione posteriore a ponte rigido in luogo di quella più sofisticata, a ruote indipendenti, montata su tutte le Aprilia berlina e sugli autotelai da m 2,85 di passo. Lo scopo dell'operazione è evidentemente quello di proporre un prodotto tale da consentire ai carrozzieri di realizzare vetture con maggior spazio abitabile.
Nel corso del triennio di produzione, la modifica più importante si ha dall'esemplare n. 107 (autunno 1947) allorché l'impianto elettrico passa da 6 a 12 Volt (la dinamo passa da 90 a 130 Watt, la batteria da 75 Ah a 50 Ah, mentre le candele sono ora Marelli tipo CW 125B)
| Caratteristiche tecniche Lancia Aprilia seconda serie autotelaio lungo (mod. 539) | |
| Motore                                                                            | tipo "99"; anteriore, longitudinale, monoblocco; blocco cilindri in alluminio con canne in ghisa dura riportate; testa cilindri fusa in ghisa, chiusa superiormente da un coperchio di alluminio (condotti d'aspirazione posizionati sul lato destro del motore, condotti di scarico posizionati sul lato sinistro: la testata è dunque del tipo "a flussi incrociati"); camere di scoppio emisferiche con candele (ricoperte da isolatori) in posizione centrale; albero motore in acciaio al cromo-nichel su 3 supporti con cuscinetti di acciaio rivestiti di metallo antifrizione; pistoni in lega d'alluminio; bielle montate su bronzine di metallo bianco antifrizione; il blocco motore-cambio è fissato alla scocca tramite una piccola balestra per lato (più elastica rispetto alle due balestre montate nella "prima serie") |
| Numero e posizione cilindri                                                       | 4 cilindri a V (17°3'40") |
| Cilindrata                                                                        | cmc 1486,50 (alesaggio mm 74,61 - corsa mm 85,00) |
| Distribuzione                                                                     | valvole in testa, inclinate (mantenenti un angolo di 45° tra loro) azionate da bilancieri e puntalini; un albero a camme in testa, centrale, comandato da una catena silenziosa con tenditore automatico |
| Rapporto di compressione                                                          | 5,75:1 |
| Potenza max                                                                       | 48-49 hp a 4.000-4.300 giri/minuto |
| Lubrificazione                                                                    | forzata, con pompa ad ingranaggi; filtro a lamelle con pulizia automatica; capacità coppa dell'olio kg 4 |
| Raffreddamento                                                                    | ad acqua, a circolazione forzata con pompa centrifuga; temperatura dell'acqua controllata da dispositivo a persiane mobili comandato automaticamente da termostato (le persiane restano chiuse finché la temperatura non raggiunge i 70° circa, dopodiché cominciano ad aprirsi); radiatore a tubi ed alette; capacità circuito (radiatore e motore) litri 7; ventilatore ausiliario |
| Accensione                                                                        | a spinterogeno Marelli (anticipo 10°, anticipo automatico 33°); ordine d'accensione: 2-1-3-4; candele Marelli MW 125T6 (diametro e passo delle candele: mm 14 x 1,25); dall'esemplare n. 107 (autunno'47, versione a 12 Volt): candele Marelli CW 125B (diametro e passo invariati) |
| Alimentazione                                                                     | carburatore invertito Zenith 32 VIML 3 a monocorpo, con dispositivo d'avviamento; pompa meccanica AC a membrana |
| Impianto elettrico                                                                | a 6 volt, dinamo Marelli 90 Watt, batteria Marelli 75 Ah; dall'autunno del'47, cioè dall'esemplare n. 107= a 12 volt, dinamo MABO 130 Watt, batteria 50 Ah |
| Trasmissione                                                                      | trazione sulle ruote posteriori; albero di trasmissione tubolare in due tronchi, con tre giunti flessibili a disco; il giunto centrale è sostenuto da un supporto, fissato elasticamente alla scocca, munito di cuscinetto a rulli; differenziale a pignoni conici. |
| Frizione                                                                          | monodisco a secco. |
| Cambio                                                                            | cambio in blocco col motore, a 4 rapporti + retromarcia; II, III e IV silenziose; rapporti: I=3,516:1;II=2,206:1;III=1,488:1;IV=1:1;RM=3,516:1; leva di comando centrale |
| Rapporto al ponte                                                                 | rapporto finale di riduzione, con coppia conica Gleason Hypoid 9/41(4,556:1); a richiesta 8/39 (4,875:1) |
| Scocca                                                                            | autotelaio: a struttura piana scatolare |
| Sospensioni ant.                                                                  | a ruote indipendenti, assale forgiato, foderi telescopici a cannocchiale (sistema Lancia) con molle ad elica cilindriche ed ammortizzatori idraulici (lubrificazione foderi a comando manuale) |
| Sospensioni post.                                                                 | ad assale rigido, balestre semiellittiche longitudinali, ammoritzzatori idraulici Houdaille |
| Impianto frenante                                                                 | freno idraulico tipo Sabif a pedale agente sulle 4 ruote |
| Sterzo                                                                            | a settore elicoidale e vite senza fine; barre d'accoppiamento e di comando montate su articolazioni Silent-block; guida a destra; 3 giri e mezzo di volante per la sterzata completa (da tutto a destra a tutto a sinistra) |
| Ruote                                                                             | cerchio 165 x 400 (per esportazione: ruote 4,50x16") |
| Pneumatici                                                                        | misure 165 x 400; per esportazione: gomme 5.50 x 16" |
| Passo                                                                             | cm 295,0 |
| Carreggiate anter-poster                                                          | cm 126,2 -cm 131,8 |
| Peso a vuoto                                                                      | autotelaio con una ruota di scorta, kg 700 circa |
| Serbatoio carburante                                                              | capacità litri 48 |
| Velocità massima                                                                  | tra i 110 e i 115 km/h a seconda del rapporto al ponte adottato, della carrozzeria montata e del peso; velocità massime (km/h) nelle varie marce: I=31/33, II=50/52, III=74/77 |
| Consumo                                                                           | medio, compreso tra 10 e 12 litri ogni 100 km, a seconda della carrozzeria e del peso |
| Tassa di circolazione                                                             | Potenza fiscale in Italia CV 16; bollo di circolazione, nel dopoguerra: nel 1948=Lire 6.600 nel 1949=Lire 23.000 nel 1952=Lire 24.000 nel 1955=Lire 36.000 |